# Bauducco
Bauducco est une multinationale brésilienne, spécialisée dans la fabrication de biscuits et gâteaux. Fondée en 1950 par un émigrant italien du nom de Carlo Bauducco, l’entreprise est à ce jour dirigée par le petit-fils de Carlo. Le siège social de l’entreprise est situé à Guarulhos dans l’état de São Paulo. Son chiffre d’affaires en 2006 est de 670 millions de dollars.

## Histoire
Carlo Bauducco est né en 1906 dans la banlieue turinoise. Il commença par travailler dans la pâtisserie familiale dès son plus jeune âge. À 17 ans, Carlo ouvre sa première boutique spécialisée dans la vente de produits italiens. 
Peu de temps après la guerre, en 1948, Carlo décide de quitter l’Italie pour aller vendre des machines à pain dans la région de São Paulo. En arrivant sur place, Carlo se rend compte qu’aucune pâtisserie ne fabrique de panettones à grande échelle. L’opportunité est toute trouvée, la famille Bauducco se lance alors dans la fabrication de panettones (gâteau italien aux fruits confits) en utilisant une recette directement importée d’Italie. Ce fut un succès immédiat, les panettones de la famille Bauducco sont reconnus pour leur qualité et pour leur goût unique. Depuis 6 décennies beaucoup de choses ont changé, seule la recette reste la même : prendre les meilleurs ingrédients, laisser la pâte se lever naturellement et consacrer 52 heures pour la fabrication de chaque panettone.
6 ans seulement après avoir ouvert sa pâtisserie, fort d’un succès exceptionnel, Carlo Bauducco décide de passer à la vitesse supérieure. La première usine de Bauducco ouvre ses portes en 1962 à Guarulhos. Aujourd’hui l’entreprise possède 4 usines, 3 dans la région de São Paulo et 1 à Minas Gerais. Cette dernière marque un tournant dans l’industrie alimentaire brésilienne. En effet, cette usine de 80 000 m2 est la plus grosse usine de biscuit d’Amérique du Sud et attire les convoitises des entreprises du monde entier.
En 1979, Bauducco commence son exportation vers les États-Unis. Aujourd’hui 10 % des produits sont exportés vers plus de 70 pays du monde entier. En 2004, Bauducco change de nom pour Pandurata Alimentos Ltda. Cependant l’entreprise continue d’utiliser le nom Bauducco ainsi que le logo de la marque.  
Aujourd’hui, Bauducco est le plus gros producteur de "Biscuits & Gâteaux" au Brésil, et le plus gros producteur de panettones au monde.

## Les produits permanents
Bauducco offre une large gamme de produits appartenant à la catégorie des biscuits et des cookies. Nous pouvons citer les produits suivants :
- Biscuits aromatisés (céréales, yaourt et miel, banane et cannelle, noix de coco).
- Wafers (triple chocolat, chocolat et amande, noix de coco...).
- Gâteaux fourrés (crème de chocolat, fraise...)
- Gulosos (gâteaux destinés aux enfants)
- Boudoirs

## Les produits saisonniers

### Les panettones
Les panettones de Bauducco sont aujourd’hui l’une des meilleures ventes de l’entreprise. Les clients peuvent choisir parmi différentes versions du produit (panettone traditionnel, panettone light, Offres spéciales). Les panettones sont une tradition de la saison hivernale, la production ne s’effectue qu’entre aout et le jour de l’an. Pendant cette période, Bauducco peut produire jusqu’à 188 panettones par minute.

### Les chiffres clés
- 52h sont requises pour produire un panettone (du début jusqu’au packaging)
- Le four utilisé pour la production des panettones mesure 40m de long
- Bauducco possède 80 % du marché des panettones au Brésil
- Bauducco produit 40 millions de panettones par an

### Les Chocottones
En 1978, Bauducco innove en remplaçant les fruits secs des panettones par des copeaux de chocolats. Cette version chocolatée du traditionnel panettone est souvent décrite comme le « panettone des enfants ».

### Colomba Pascal
En 1976, à la suite d'une demande de plus en plus importante de panettones, Bauducco décide d’introduire le Colomba Pascal. Ce gâteau italien remplit de fruits en morceaux, n’est disponible qu’au Brésil pendant la saison estivale.

## Communication
Carlo Bauducco a tout de suite eu le sens des affaires. Peu de temps après l’ouverture de sa pâtisserie, pour attirer les clients, Carlo remplit un avion de flyers qu’il lâcha au-dessus de la ville de São Paulo. Ce moyen de communication original permit à Carlo d'épuiser son stock en 3 jours. 
Dans les années 2000, des reproductions de personnages de dessins animés ou films furent apposés sur certains produits destinés aux enfants. Les plus célèbrent sont :
- Channel Cartoon Network (Les Supers Nanas, Le Laboratoire de Dexter)
- Dreamworks (Shrek)

## Tradition
L'entreprise a changé de nom mais appartient toujours à la même famille. L’entreprise fut d’abord dirigée par Carlo, puis par son fils Luigi. Aujourd’hui l’entreprise est dirigée par le fils ainé de Luigi : Massimo. Massimo bénéficie de l’assistance de ses frères Silvana and Carlo Andrea. 
L’influence italienne a toujours été présente sur les produits de l’entreprise. Il y a 10 ans, après avoir modernisé leur logo, Bauducco a retravaillé sa campagne de communication en la centrant autour de l’héritage familial (partageant des histoires sur le succès des familles italiennes au Brésil).
Le slogan de l’entreprise est : Da Família Bauducco para a sua Família (De la famille Bauducco vers votre famille)

## Divers
Bauducco possède quatre usines, fabrique 200 000 tonnes de biscuit par an et emploie 5 000 personnes.